# Herbert Kosney
Herbert Heinz Kosney (* 24. August 1917 in Berlin; † nach 1965) war ein kommunistischer Widerstandskämpfer während der Zeit des Nationalsozialismus. Er war als Überlebender ein wichtiger Augenzeuge für die Verfahren gegen Verhaftete im Umfeld des Attentats vom 20. Juli 1944.

## Leben
Herbert Kosney wurde als Sohn eines Metzgers in Berlin geboren. Durch seinen sieben Jahre älteren Bruder Kurt kam er früh zur kommunistischen Jugendbewegung. 1935 wurde er wegen des Verteilens kommunistischer Flugblätter verhaftet und war für fast ein Jahr im KZ Columbia-Haus interniert. Ab 1936 arbeitete Kosney für die Rüstungsfabrik Mauser-Werke in Berlin-Wittenau. 1937 wurde er zum Reichsarbeitsdienst eingezogen.
Im Dezember 1939 erfolgte die Einberufung zur Wehrmacht, aus der er aber im April 1940 wieder zurück in die Mauser-Werke abgerufen wurde. Wahrscheinlich in dieser Zeit beteiligte er sich in der kommunistischen Widerstandsgruppe in der AEG Drontheimer Straße unter der Leitung von Walter Heerlein.
Anfang 1942 wurde Herbert Kosney zur Ostfront einberufen. Bei einem Heimaturlaub brach er sich absichtlich einen Arm und kam Anfang 1943 zur Versehrteneinheit in Güterfelde. Dort lernte er den Stabsarzt Albrecht Olbertz kennen. Nachdem dieser im August 1944 wegen Unterstützung eines Beteiligten des Widerstands vom 20. Juli verhaftet worden war, wurde auch Kosney kurz danach in das Zellengefängnis Lehrter Straße gebracht, aus dem er einen Monat später aber wieder entlassen wurde.
Im Januar 1945 wurde er erneut in das Zellengefängnis Lehrter Straße gebracht, diesmal wegen seiner Beteiligung an der Widerstandsgruppe bei der AEG Drontheimer Straße. Nachdem sein Gerichtstermin am 21. April nicht stattgefunden hatte, sollte er mit 15 anderen Gefangenen am 22. April erschossen werden. Kosney überlebte den ungenauen Genickschuss, der durch die Wange austrat, als einziger.
Nach Kriegsende konnte er am 12. Mai den Ort mit den Ermordeten identifizieren.
In den folgenden Jahren war er ein wichtiger Augenzeuge als einer von nur sehr wenigen überlebenden Inhaftierten im Umfeld des 20. Juli.

## Veröffentlichungen
- Herbert Kosney: The Other Front. In: Erich H. Boehm (Hrsg.): We Survived. Fourteen Histories of the Hidden and Hunted in Nazi Germany. Westview, 2005, S. 36–51.